# Alain Bedouma Yoda
Alain Bédouma Yoda est un homme politique burkinabé né le 31 décembre 1951. Après des études universitaires en France et au Cameroun, il rentre au Burkina Faso muni d'un doctorat ès sciences économiques obtenu à Clermont-Ferrand et d'un diplôme de l'École Nationale du Trésor de Paris.
Il est alors intégré dans la fonction publique en 1978 et se voit confier de hautes responsabilités administratives au Ministère du commerce de l'industrie et des mines : d'abord comme chef de la législation et de la fixation des prix, puis secrétaire général à l'homologation des prix, directeur général de la caisse générale de péréquation des prix, Conseiller Technique du ministre du commerce.
De 1986 à octobre 1992, Alain B. Yoda est le Directeur Général de la Compagnie aérienne Naganagani cumulativement avec la fonction de Conseiller économique et financier du Président du Faso qu'il exerce depuis 1985. En mai 1992, il est le seul membre du parti qu'il a créé, le RSI à siéger à l'Assemblée des Députés du Peuple.Il se fait remarquer à l'hémicycle par ses brillantes interventions sur les questions économiques et politiques.
En juin 1997, Alain Yoda fait son entrée au gouvernement en tant que Ministre des Transports et du tourisme. En novembre 2000 il est nommé Ministre du Commerce, de la Promotion de l'Entreprise et de l'Artisanat. Depuis juin 2002 Alain Yoda est le Ministre de la Santé du Burkina Faso. Lors du remaniement ministériel du 3 septembre 2008 Alain YODA est promu Ministre d'État, Ministre des Affaires Étrangères et de la Coopération Régionale du Burkina Faso.